# Bâltanele (Prunișor), Mehedinți
Bâltanele este un sat în comuna Prunișor din județul Mehedinți, Oltenia, România.